# Krápníková jeskyně

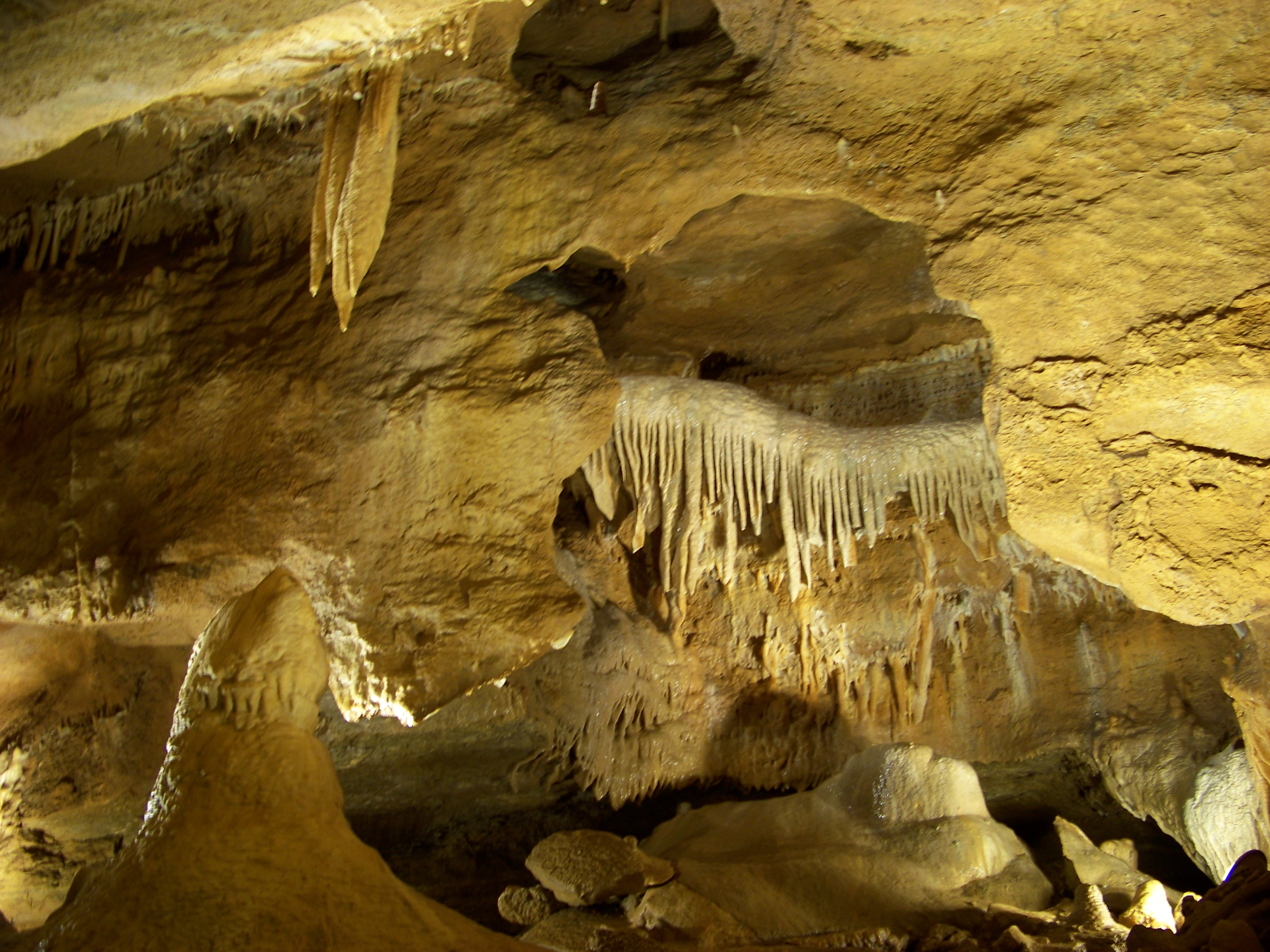
Krápníková jeskyně v komplexu Koněpruských jeskyní

Krápníková jeskyně je podzemní prostor s krasovými útvary – krápníky. Na území České republiky jsou takovýmito jeskyněmi Koněpruské jeskyně, Bozkovské jeskyně, Javoříčské jeskyně či Eliščina jeskyně ze Slouspko-šošůvského systému objevená roku 1879 Václavem Sedlákem.